# Аеспа
Аеспа (ест. Aespa) — селище на півночі Естонії.

## Географія
Селище знаходиться у волості Кохіла повіту Рапламаа. На півночі примикає до села Рообука. Значну частину селища займають дачні кооперативи.

## Історія
1 січня 2012 року село Аеспа було розділене на дві частини. Густонаселена частина Аеспи була об'єднана з ділянками Перве і Арувялья села Вілівере, у результаті чого утворилося мале селище Аеспа. Малозаселена частина Аеспи залишилася селом, їй було дано назву Вана-Аеспа.

## Населення
У селищі зареєстровано 920 осіб (2014 року), в основному, естонці та росіяни. Однак, постійних жителів в селищі близько двох тисяч. У дачний сезон чисельність населення значно вище (до 6 500 осіб).